# Cladonia pyxidata
Espèce
Synonymes
- Cenomyce pyxidata (L.) Ach.[2]
- Cladonia conchata Nyl.[2]
- Cladonia neglecta (Flörke) Spreng.[2]
- Lichen pyxidatus L.[2]

Cladonia pyxidata est une espèce de lichens terrestres. Elle forme des podétions en trompettes.

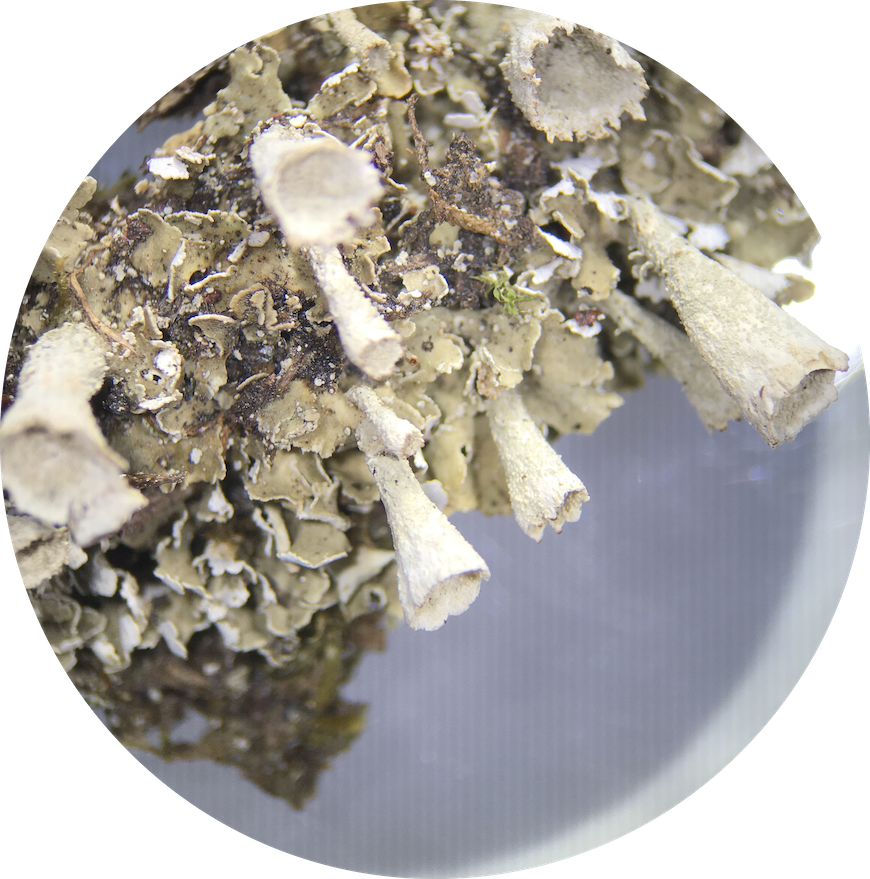
Cladonia pyxidata à la loupe binoculaire.